# XXX (album d'Asia)
Pour les articles homonymes, voir XXX.
 (janvier 2025).
Si vous disposez d'ouvrages ou d'articles de référence ou si vous connaissez des sites web de qualité traitant du thème abordé ici, merci de compléter l'article en donnant les références utiles à sa vérifiabilité et en les liant à la section « Notes et références ».
Albums de Asia
Omega
(2010) Gravitas
(2014)
XXX est le douzième album studio du groupe de rock progressif britannique Asia. Sorti en 2012, il marque le trentième anniversaire de la fondation du groupe et le retour de sa formation originale composée de John Wetton, Geoff Downes, Steve Howe et Carl Palmer.

## Historique
Après leur réunion en 2006 et la sortie de Phoenix en 2008, Asia poursuit sa lancée avec Omega en 2010. Enregistré en 2011 et produit par Mike Paxman, XXX présente un son qui mêle rock progressif et AOR, dans la lignée des premières productions du groupe.
L'album est illustré par une pochette signée Roger Dean, célèbre pour ses collaborations avec Yes et Asia.

## Réception et critiques
L'album reçoit des critiques globalement positives, saluant la cohésion retrouvée du groupe et la qualité des compositions. Cependant, certains reprochent un manque d'innovation par rapport aux précédents albums. Face on the Bridge est le principal single extrait de l'album et rencontre un certain succès parmi les fans. 

## Fiche technique

### Chansons
Les neuf pistes de cet album sont :
Toutes les chansons sont écrites et composées par John Wetton et Geoff Downes, sauf mention contraire.
| No | Titre               | Auteur                                | Durée |
| -- | ------------------- | ------------------------------------- | ----- |
| 1. | Tomorrow the World  |                                       | 6:47  |
| 2. | Bury Me in Willow   |                                       | 6:01  |
| 3. | No Religion         | Steve Howe, John Wetton, Geoff Downes | 6:36  |
| 4. | Faithful            |                                       | 5:37  |
| 5. | I Know How You Feel |                                       | 4:53  |
| 6. | Face on the Bridge  |                                       | 5:59  |
| 7. | Al Gatto Nero       |                                       | 4:36  |
| 8. | Judas               | Steve Howe, John Wetton, Geoff Downes | 4:43  |
| 9. | Ghost of a Chance   |                                       | 4:21  |

### Musiciens
- John Wetton : chant, basse
- Steve Howe : guitares, chœurs
- Geoff Downes : claviers, chœurs
- Carl Palmer : batterie, percussions

### Production
- Producteur : Mike Paxman
- Ingénieur du son : Steve Rispin
- Pochette : Roger Dean

### Classements
L'album se classe dans plusieurs charts internationaux, notamment au Royaume-Uni et aux États-Unis, bien qu'il n'atteigne pas les sommets des premiers albums du groupe.